# Пригородное (Дагестан)
Пригородное — село в Кизлярском районе Дагестана. Входит в состав сельского поселения «Сельсовет «Кизлярский»».

## Географическое положение
Расположен на левом берегу реки Старый Терек, у трассы Кизляр-Крайновка. На юге фактически слился с городом Кизляр, на севере с центром сельского поселения — Юбилейное.

## История
Образован как посёлок при 1-м отделении совхоза «Кизлярский».

## Население
| 1970 | 1989 | 2002 | 2010 | 2021 |
| ---- | ---- | ---- | ---- | ---- |
| 285  | ↗293 | ↗361 | ↗484 | ↗679 |

Национальный состав
По результатам Всероссийской переписи населения 2010 года:
| № | Национальность | Численность, чел. | Доля   |
| - | -------------- | ----------------- | ------ |
| 1 | русские        | 142               | 29,3 % |
| 2 | аварцы         | 121               | 25,0 % |
| 3 | табасараны     | 62                | 12,8 % |
| 4 | цахуры         | 50                | 10,3 % |
| 5 | даргинцы       | 21                | 4,3 %  |
| 6 | рутульцы       | 20                | 4,1 %  |
| 7 | кумыки         | 16                | 3,3 %  |
| 8 | украинцы       | 15                | 3,1 %  |
| 9 | другие         | 37                | 7,6 %  |

По данным Всероссийской переписи населения 2010 года, в селе проживало 484 человека (236 мужчин и 248 женщин).